# Melitaea romana
Melitaea romana är en fjärilsart som beskrevs av Calberla 1887. Melitaea romana ingår i släktet Melitaea och familjen praktfjärilar. Inga underarter finns listade i Catalogue of Life.